# Korado Korlević
Korado Korlević é um astrónomo croata. Nasceu em Poreč, Croácia em 1958, e é um dos astrónomos mais importantes do seu país.
A partir de 2016, ele é creditado pelo Minor Planet Center com a descoberta de 1162 planetas menores numerados que ele fez no Višnjan Observatory durante 1996-2001. Além disso, ele é creditado com a co-descoberta de outros 132 planetas menores. Suas descobertas incluem o asteróide externo de roda principal que gira lentamente 10415 Mali Lošinj e 10645 Brač, um membro da família Eunomia de asteróides. Ele também descobriu dois cometa, ou seja 183P/Korlević-Jurić e 203P/Korlević.
Descobriu um grande número de asteroides e alguns cometas.
O asteroide Korado tem o seu nome em sua honra.

## Prémios e condecorações
- Prémio "San Mauro" da cidade de Poreč
- Prémio Edgar Wilson 1999
- Prémio Edgar Wilson 2000
- Prémio Ivan Filipović 2002